# فرانك هوكينز (لاعب كرة قدم أمريكية)
فرانك هوكينز (بالإنجليزية: Frank Hawkins)‏ هو لاعب كرة قدم أمريكية أمريكي، ولد في 3 يوليو 1959 في لاس فيغاس في الولايات المتحدة.

## وصلات خارجية
- فرانك هوكينز على موقع مرجع كرة القدم المحترفة.كوم (الإنجليزية)